# SN 2003co
SN 2003co – supernowa odkryta 22 marca 2003 roku w galaktyce A104939+2921. W momencie odkrycia miała maksymalną jasność 18,60m.